# 萬久
萬久（1980年5月27日—）是日本動畫導演、編劇。法政大學國際文化學系畢業，2006年加入動畫公司DLE。其後離開DLE後跟同事成立新動畫公司Gathering。2017年3月離開Gathering，成為自由身動畫導演。

## 作品列表
- （2007年－2009年，導演、劇本、人物設定）
- （2007年－2009年，導演、劇本、人物設定）
- 傳染（2009年，導演、劇本、分鏡、系列構成）
- 櫻桃妹與小雞（アセロラちゃん，2009年，導演、劇本、分鏡）
- 和殿下一起 1分鐘劇場（殿といっしょ 1分間劇場，2010年，導演、劇本、分鏡、演出）
- 30歲的健康教育（2011年，導演、分鏡、演出）
- 帥氣可愛宣言！（2011年，導演、劇本、分鏡、演出）
- 和殿下一起 ～眼罩的野望～（殿といっしょ 〜眼帯の野望〜，2011年，導演、劇本、分鏡、演出）
- 帥氣可愛宣言！（第2季，2012年，導演、劇本、分鏡、演出）
- 李洛克的青春全力忍傳（2012年，分鏡）
- 迷你偶像大師（2013年，導演、劇本、分鏡、演出、系列構成、動畫片頭）
- DD北斗之拳（2013年，Idea、分鏡）
- 甜甜圈貓（どーにゃつ，2013年，導演、劇本、分鏡）
- 花之枝豆丸（花のずんだ丸，2013年，分鏡）
- 迷你偶像大師（第2季，2014年，導演、劇本、分鏡、演出、系列構成）
- 機動戰士高達桑（2014年，導演、劇本、分鏡、演出、系列構成）
- 火影忍者疾風傳（2014年，動畫片尾分鏡、演出）
- BAR 被人討厭的蔬菜（BAR 嫌われ野菜，2015年，導演、劇本、系列構成）
- 北斗神拳草莓口味（北斗の拳 イチゴ味，2015年，導演、分鏡、演出）
- 弱酸性百萬亞瑟王（弱酸性ミリオンアーサー，2015年，導演、分鏡）
- 磯部磯兵衛物語（2015年，導演）
- 偶像大師 灰姑娘女孩劇場（2017年，導演、劇本、分鏡）
- 你還是不懂群馬（2018年，導演、系列構成）
- 劇場版 角落小夥伴 魔法繪本裏的新朋友（2019年，導演）
- 隱瞞之事（2020年，分鏡）
- 冰屬性男子與無表情女子（2023年，導演）
- 米奇與達利 惡童物語（2023年，導演、系列構成）
- 偶像大師 閃耀色彩（2024年，導演）

## 外部連結
- 官方网站（日語）
- 萬久的X（前Twitter）（日語）